# Russel Mwafulirwa
Russel Mwafulirwa (* 24. Februar 1983 in Zomba) ist ein ehemaliger malawischer Fußballspieler.

## Vereinskarriere
Mwafulirwa begann seine Karriere bei den Silver Strikers in Malawi. 2001 wechselte er zum Bullets FC, bevor er 2002 zum südafrikanischen Club Jomo Cosmos transferiert wurde. Von dort ging er im Januar 2006 zu Ajax Cape Town. Im Juni 2008 wechselte er zum schwedischen Verein IFK Norrköping. Nach einem Intermezzo bei Jomo Cosmos kehrte er 2012 nach Norrköping zurück und spielte dort für den unterklassigen Verein IK Sleipner. Seit 2016 spielte er in seinem Heimatland für den Universitätsclub Mzuzu FC.

## Internationale Karriere
Mwafurliwa spielte auf der Position eines Stürmers in der Nationalmannschaft seines Landes und wurde für die Fußball-Afrikameisterschaft 2010 nominiert. Zwischen 2007 und 2013 bestritt er 41 Länderspiele, in denen er neun Tore erzielte.